# Saint-Martial, Gard
Saint-Martial är en kommun i departementet Gard i regionen Occitanien i södra Frankrike. Kommunen ligger i kantonen Sumène som tillhör arrondissementet Le Vigan. År 2022 hade Saint-Martial 182 invånare.

## Befolkningsutveckling
Antalet invånare i kommunen Saint-Martial
Referens:INSEE